# Струга (Крупський район)
Струга (біл. вёска Струга) — село в складі Крупського району Мінської області, Білорусь. Село підпорядковане Холопеницькій сільській раді, розташоване в східній частині області.